# Copa del Rey de baloncesto 2003
La 67.ª edición de la Copa del Rey de baloncesto se disputó en el Pabellón Fuente de San Luis de Valencia desde el 20 al 23 de febrero de 2003.

## Cuadro de Honor
|  | Cuartos de final              | Cuartos de final              |              |                 | Semifinales   | Semifinales   |  |              | Final         | Final         |  |
|  | 20 de febrero y 21 de febrero | 20 de febrero y 21 de febrero |              |                 | 22 de febrero | 22 de febrero |  |              | 23 de febrero | 23 de febrero |  |
|  |                               |                               |              |                 |               |               |  |              |               |               |  |
|  |                               |                               |              |                 |               |               |  |              |               |               |  |
|  | Pamesa Valencia               | 81                            |              |                 |               |               |  |              |               |               |  |
|  | Pamesa Valencia               | 81                            |              |                 |               |               |  |              |               |               |  |
|  | Auna Gran Canaria             | 70                            |              |                 |               |               |  |              |               |               |  |
|  | Auna Gran Canaria             | 70                            |              | Pamesa Valencia | 51            |               |  |              |               |               |  |
|  |                               |                               |              | Pamesa Valencia | 51            |               |  |              |               |               |  |
|  |                               |                               | TAU Cerámica | 56              |               |               |  |              |               |               |  |
|  | Adecco Estudiantes            | 74                            | TAU Cerámica | 56              |               |               |  |              |               |               |  |
|  | Adecco Estudiantes            | 74                            |              |                 |               |               |  |              |               |               |  |
|  | TAU Cerámica                  | 81                            |              |                 |               |               |  |              |               |               |  |
|  | TAU Cerámica                  | 81                            |              |                 |               |               |  | TAU Cerámica | 78            |               |  |
|  |                               |                               |              |                 |               |               |  | TAU Cerámica | 78            |               |  |
|  |                               |                               | FC Barcelona | 84              |               |               |  |              |               |               |  |
|  | FC Barcelona                  | 72                            | FC Barcelona | 84              |               |               |  |              |               |               |  |
|  | FC Barcelona                  | 72                            |              |                 |               |               |  |              |               |               |  |
|  | Real Madrid                   | 59                            |              |                 |               |               |  |              |               |               |  |
|  | Real Madrid                   | 59                            |              | FC Barcelona    | 78            |               |  |              |               |               |  |
|  |                               |                               |              | FC Barcelona    | 78            |               |  |              |               |               |  |
|  |                               |                               | Unicaja      | 77              |               |               |  |              |               |               |  |
|  | Unicaja                       | 77                            | Unicaja      | 77              |               |               |  |              |               |               |  |
|  | Unicaja                       | 77                            |              |                 |               |               |  |              |               |               |  |
|  | DKV Joventut                  | 75                            |              |                 |               |               |  |              |               |               |  |
|  | DKV Joventut                  | 75                            |              |                 |               |               |  |              |               |               |  |
|  |                               |                               |              |                 |               |               |  |              |               |               |  |

## Final
| 17 de febrero | TAU Cerámica                                          | 78–84                                              | FC Barcelona                                          | |  |
| 18:00 GTM+1   | Parciales: 10-23, 14-11, 24-19, 21-16 (T.E.: 9-15)    | Parciales: 10-23, 14-11, 24-19, 21-16 (T.E.: 9-15) | Parciales: 10-23, 14-11, 24-19, 21-16 (T.E.: 9-15)    | |  |
|               | Estadísticas Bennett 18 Scola 12 Bennett 4 Bennett 15 | Reporte Pts Reb Asts Val                           | Estadísticas Dueñas 18 Dueñas 17 Bodirgoa 7 Dueñas 27 | Pabellón: Pabellón Municipal Fuente de San Luis, Valencia Asistencia: 8,500 espectadores Árbitros: Betancor, Martín Bertrán, Requena Televisión: Sportmania |  |

| Campeones de la Copa del Rey 2004 |
| --------------------------------- |
| FC Barcelona 19.º título          |

## MVP de la Copa
- Dejan Bodiroga

| Predecesor: Copa del Rey 2002 Vitoria | Copa del Rey de baloncesto 2003 Valencia | Sucesor: Copa del Rey 2004 Sevilla |

- Datos: Q16833771